# Chromobotia macracanthus
Genre
Espèce
Statut de conservation UICN

LC : Préoccupation mineure
Chromobotia macracanthus, communément appelé loche-clown ou botia clown, est une espèce de poissons téléostéens de la famille des Botiidae. Elle est la seule espèce du genre Chromobotia. On la trouve à l'état sauvage dans les cours d'eau d'Indonésie où elle est un plat traditionnel, mais elle est principalement pêchée et vendue pour être élevée en aquarium. Elle mesure entre 15 et 20 cm en moyenne, peut atteindre jusqu'à 30 cm et a une longévité de 20 ans. Elle se nourrit de vers, d'escargots, de larves et de matière végétale.
Elle est appréciée en aquariophilie pour ses couleurs vives et son comportement actif. Cela amène à une surpêche et une surexploitation du poisson.

## Origine du nom et taxonomie
Elle est d'abord nommée Cobitis macracanthus par Pieter Bleeker en 1852 et en 2004, Maurice Kottelat divise le genre Botia en plusieurs genres séparés ce qui place la loche-clown dans son propre genre nommé Chromobotia. Son nom binominal vient du grec ancien khroma pour « couleur » associé à Botia en référence à ses couleurs vives et macracanthus qui peut être traduit par « grande épine ».
Ses noms communs en français sont loche-clown ou botia clown,. Le terme « clown » lui est attribué pour ses couleurs vives et ses stries ainsi que pour son comportement vif. En indonésien, les populations locales la nomme ulang uli, ikan macan — signifiant « poisson-tigre » — ou entebering.

## Morphologie

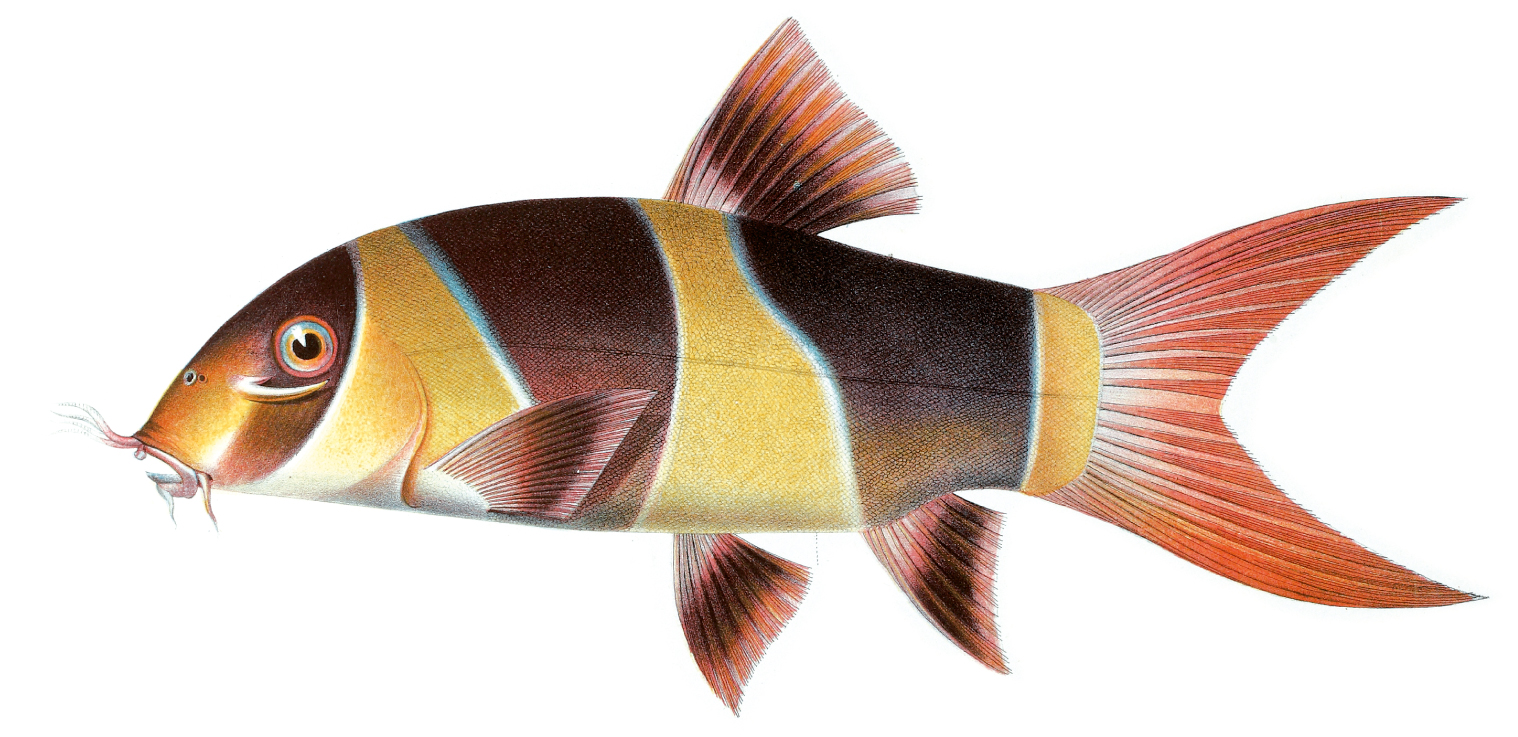
Représentation d'une loche-clown.

La loche-clown a une morphologie allongée et une tête qui se rétrécit légèrement jusqu'à la bouche. Cette dernière est dirigée vers le sol et accompagnée de quatre paires de barbillons. Son corps n'est pas écailleux. Elle a une épine sous chaque œil qui peut être dressée pour se défendre, elle est la caractéristique principale des poissons appartenant à la famille des Cobitidae — ou loches. Elles ne sont pas venimeuses mais peuvent cependant être très douloureuses en cas de blessure. Elle a une paire de nageoires pectorales, une paire de nageoires anales, une seule nageoire dorsale et une seule nageoire caudale.
Son corps est jaune avec trois lignes noires en largeur. La première ligne encercle sa tête en passant par son œil, la deuxième encercle son corps devant la nageoire dorsale et la troisième coupe l'arrière de la nageoire dorsale jusqu'à la base de la queue. Ses nageoires sont rouge orangé excepté la nageoire dorsale lorsqu'elle est coupée par la ligne noire.
Elle mesure entre 15 et 20 cm en moyenne et a une longévité de 20 ans, le plus grand spécimen observé mesurant 30,5 cm et pesant 469 g. Elle grandit de manière relativement lente, il lui faut entre 4 et 5 mois pour atteindre une taille permettant la vente pour être élevée en aquarium, 3 ans pour atteindre la maturité sexuelle pour les femelles et 1 an pour les mâles.
Elle ne présente pas de dimorphisme sexuel clairement apparent.

## Habitat naturel et comportement
La loche-clown est un poisson d'eau douce nocturne. Elle vit à l'état sauvage en Indonésie — où elle est traditionnellement consommée —, plus précisément dans les cours d'eau des îles de Sumatra et de Bornéo. Les adultes vivent dans le fond des cours d'eau, se cachant souvent sous des pierres, des bouts de bois ou dans des cavités de boue, tandis que les juvéniles sont pour la plupart trouvés dans les plaines inondables. Dans son habitat naturel, le pH de l'eau va de 5 à 8 et la température va de 25 à 30 °C.

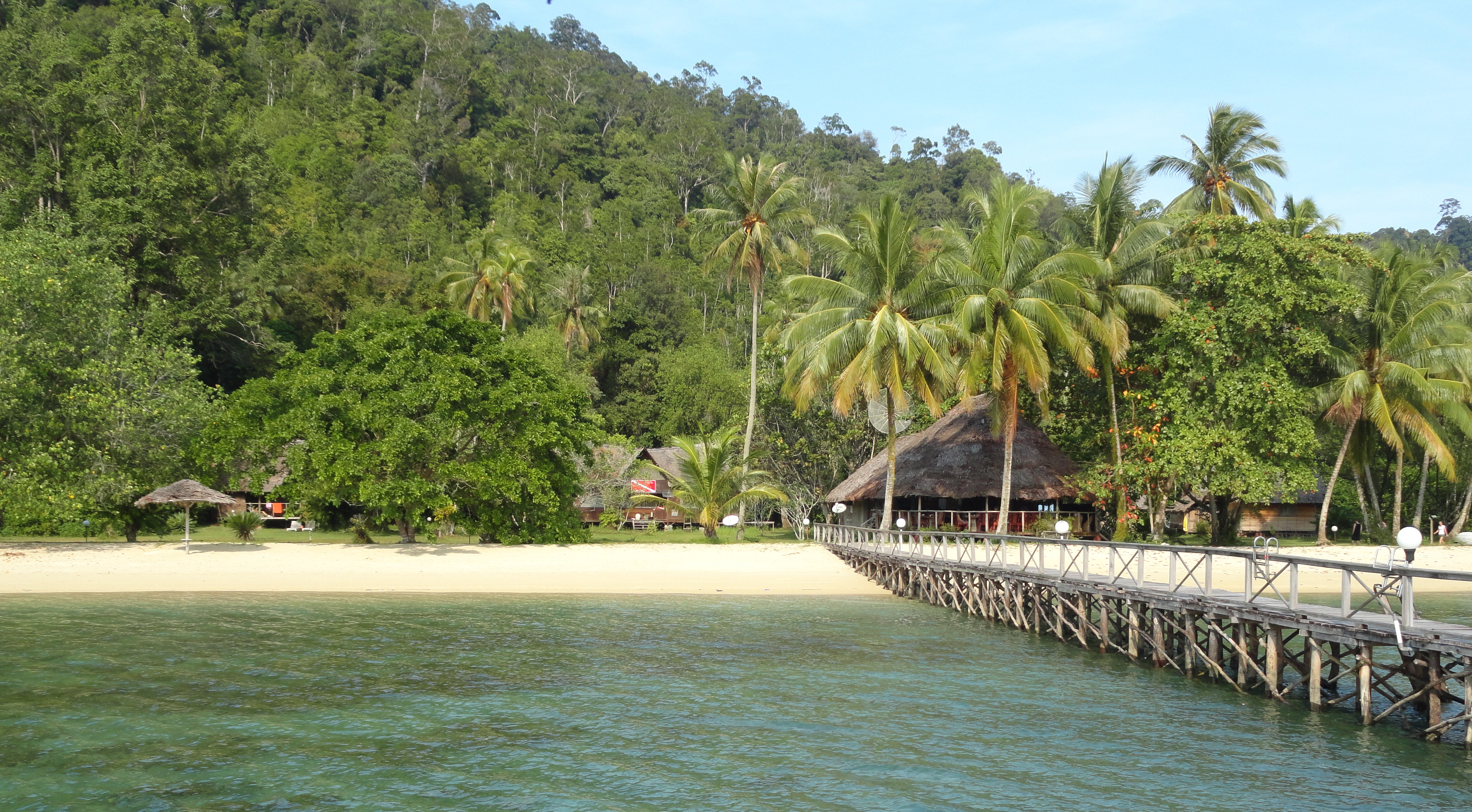
Village sur l'île de Sumatra.
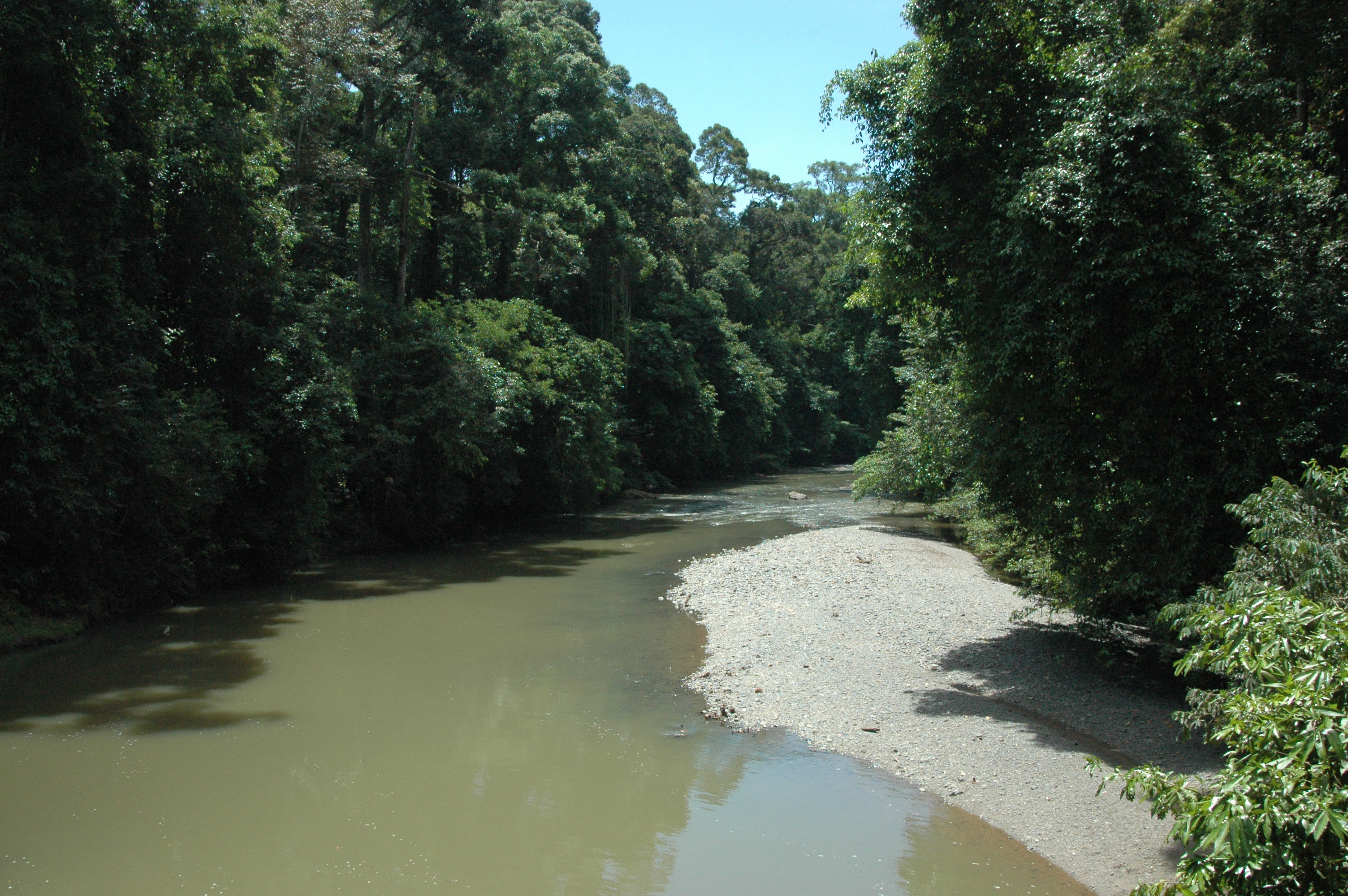
Cours d'eau dans une forêt de l'île de Bornéo.
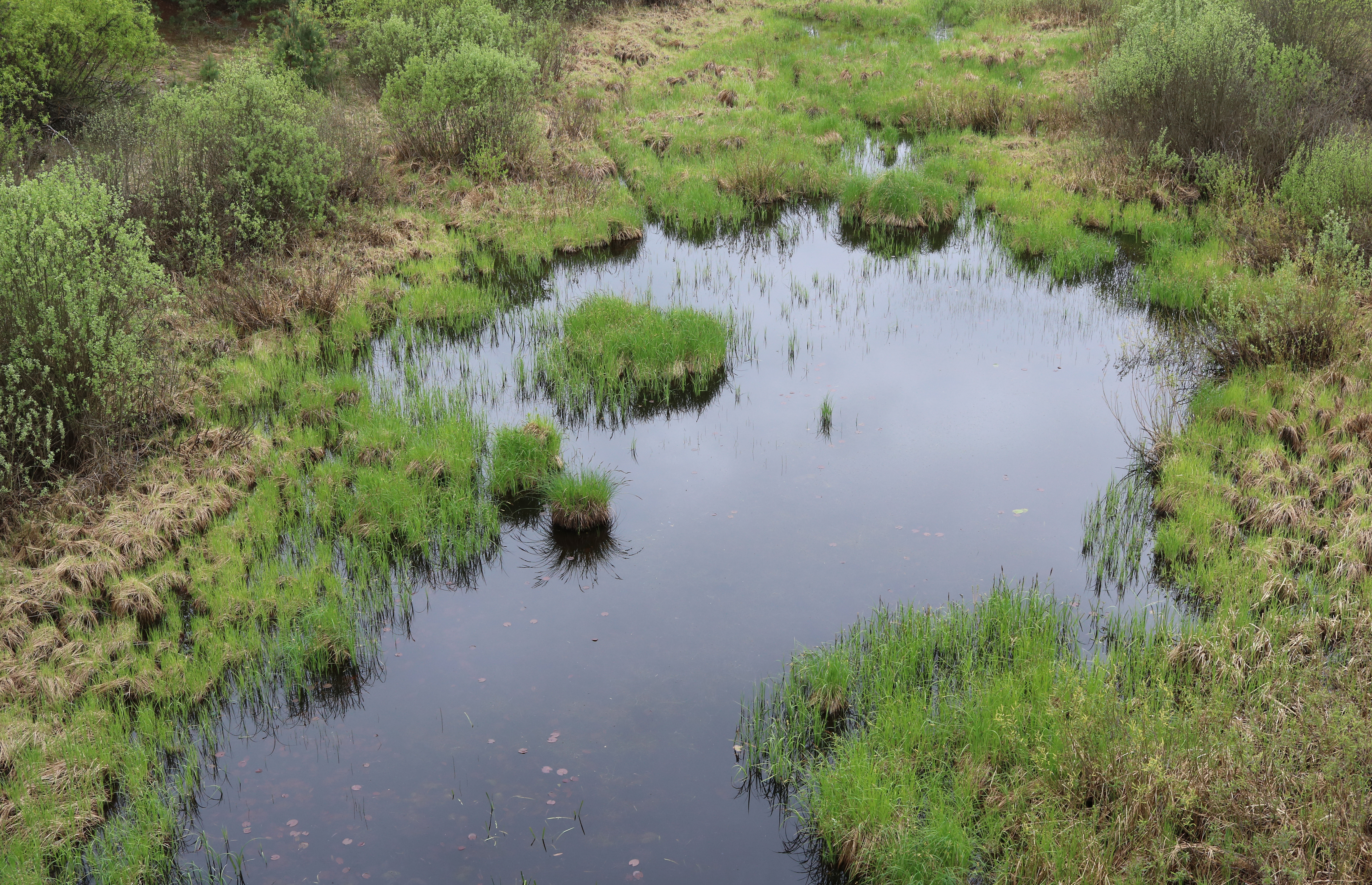
Plaines inondables.

Omnivore, elle se nourrit dans la nature principalement de mollusques aquatiques, d'insectes, de vers, de petits invertébrés, de matière végétale ou encore d'algues qu'elle trouve en remuant le sol à l'aide de ses barbillons. Elle est capable de produire un claquement très fort que l'on entend principalement lorsqu'elle se nourrit. Ce son est produit par un type de dent pharyngienne qui est aussi utilisée pour extraire les escargots de leur coquille.
La reproduction a lieu chaque année au début de la saison des pluies dans les rivières à haut débit, qui débute en octobre et finit en janvier. Elles sont potamodromes et migrent de leurs rivières principales dans les habitats inondés pour se reproduire.

Loche-clown se cachant dans une décoration d'aquarium.
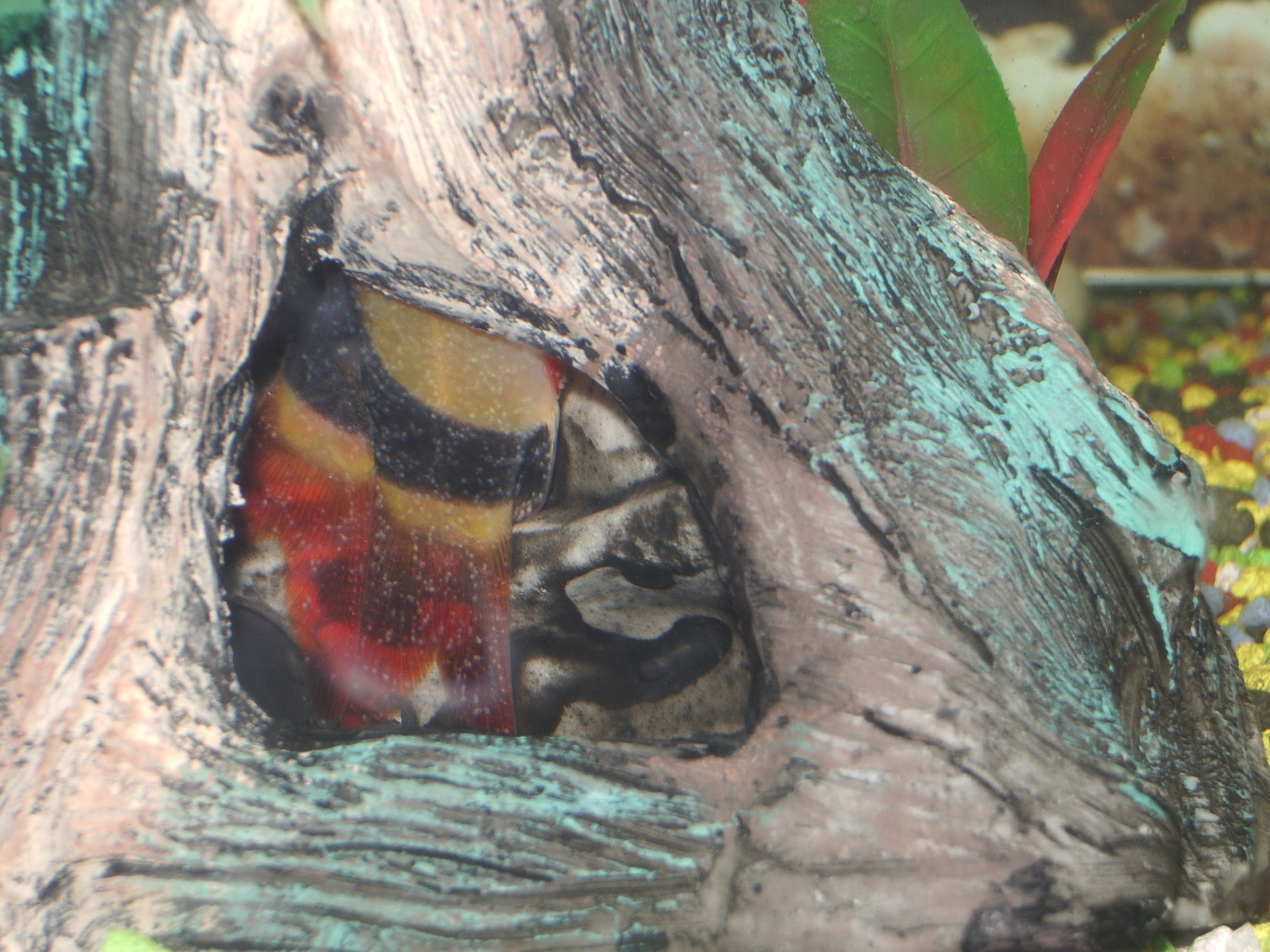
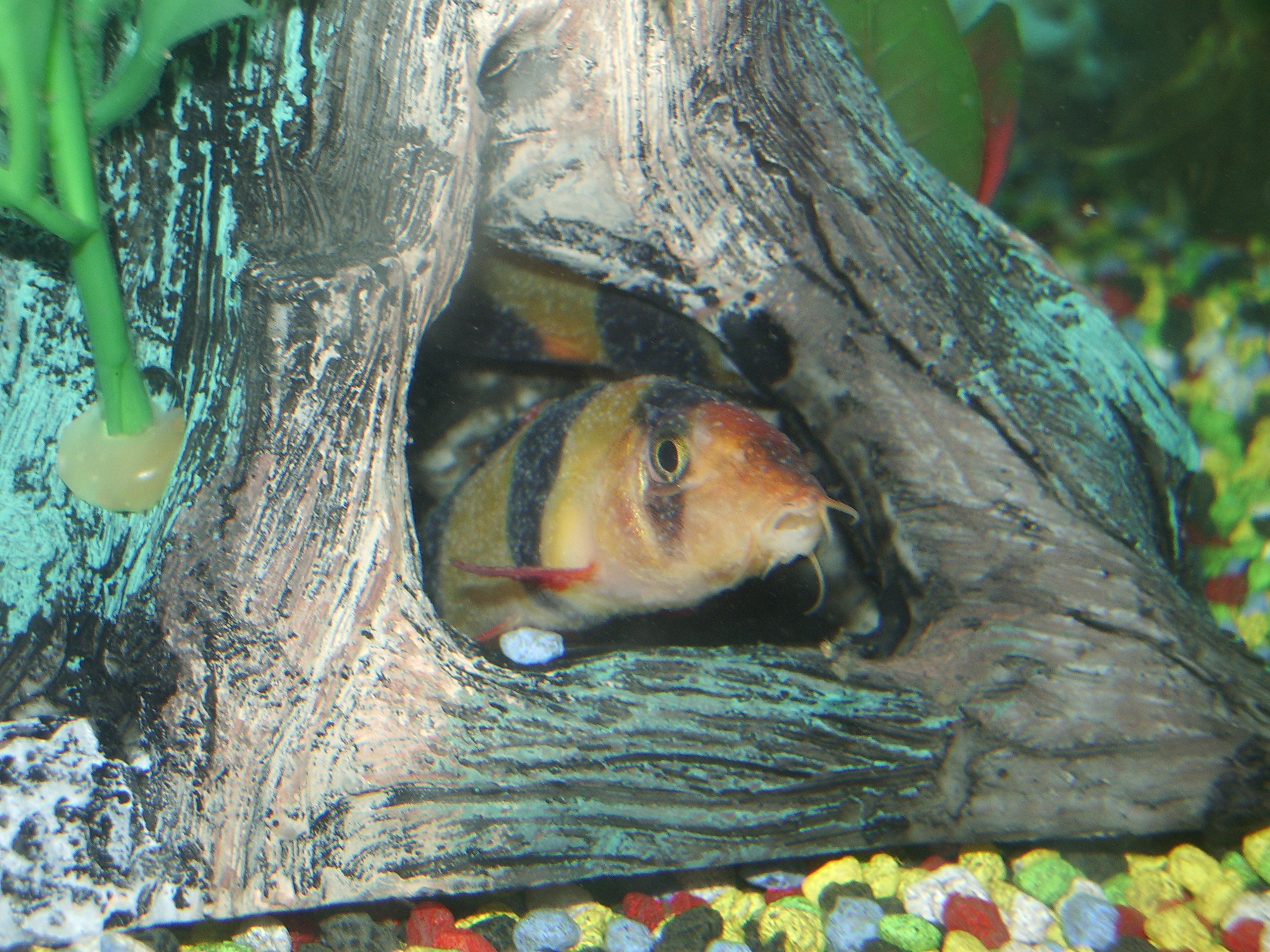

## Menaces et écologie
Bien qu'elle ne soit pas considérée comme menacée par l'UICN, elle est considérée comme surexploitée et surpêchée par l'industrie de vente de poissons d'ornement. Le nombre de loches-clowns exportées annuellement a été estimé à environ 50 millions en 2009, mais ce chiffre est probablement une sous-évaluation du nombre de captures, car une partie non négligeable bien que variable des poissons meurt rapidement à cause du transport et de la manipulation. Cette surexploitation amène à une pollution des rivières indonésiennes qui pourrait mettre l'espèce en danger. Les techniques utilisées par les pêcheurs de loches-clown peuvent détruire les environnements naturels d'autres espèces de poissons. De plus, sa consommation d'escargots permet de réguler les populations dans les eaux douces, ce qui réduit la transmission de maladies par ces mollusques. La disparition de la loche-clown aurait donc des conséquences non négligeables sur son environnement.

## Maintenance en captivité
| Origine         | Sumatra, Bornéo                                  | Eau           | Eau douce                                                 |
| Dureté de l'eau | 1 à 15 °GH                                       | pH            | 6,8 à 7,5                                                 |
| Température     | 22 à 30 °C                                       | Volume mini.  | 200 L[réf. nécessaire]                                    |
| Alimentation    | Omnivore                                         | Taille adulte | 20 à 30 cm dans la nature - moins en aquarium: 10 à 20 cm |
| Reproduction    | Rarissime en aquarium                            | Zone occupée  | Bas                                                       |
| Sociabilité     | Paisible si en groupe de 3 à 4 individus minimum | Difficulté    | Faible si la taille de l'aquarium est suffisante          |

La loche-clown est un poisson apprécié en aquariophilie pour ses couleurs vives et son comportement actif. Elle doit être dans un aquarium avec une eau d'une température comprise entre 22 et 30 °C selon les sources,, d'un pH entre 6,8 et 7,5 et d'une dureté allant de 1 à 15 selon les sources,,. Elle a besoin d'environ 200 L d'eau par poisson pour se développer correctement et doit vivre en communauté d'au moins 3 à 4 individus, la solitude peut les rendre dépressifs. Il peut s'avérer très difficile voire impossible de les faire se reproduire en aquarium car les individus doivent atteindre leur maturité sexuelle — environ 20 cm — ce qui est rare en aquarium d'une taille restreinte. Il est recommandé de mettre à disposition des caches car il est dans la nature de la loche-clown de se cacher, surtout à l'âge adulte. Une étude a montré que les loches-clowns élevées en captivité grandissent plus vite dans des environnements avec des abris que sans. Cette espèce mesurant jusqu'à 30,5 cm à l'age adulte devrait être maintenu dans un aquarium de 700 l, mais dans la situation habituelle de captivité, dans de petits aquarium, elle peut être atteinte de nanisme spatial ou continuer à grandir et devenir agressive.
On la nourrit d'aliments à base d'arénicoles, de larves, de lombrics ou de granules. Il est possible de la nourrir à base de nourriture congelée ou déshydratée.

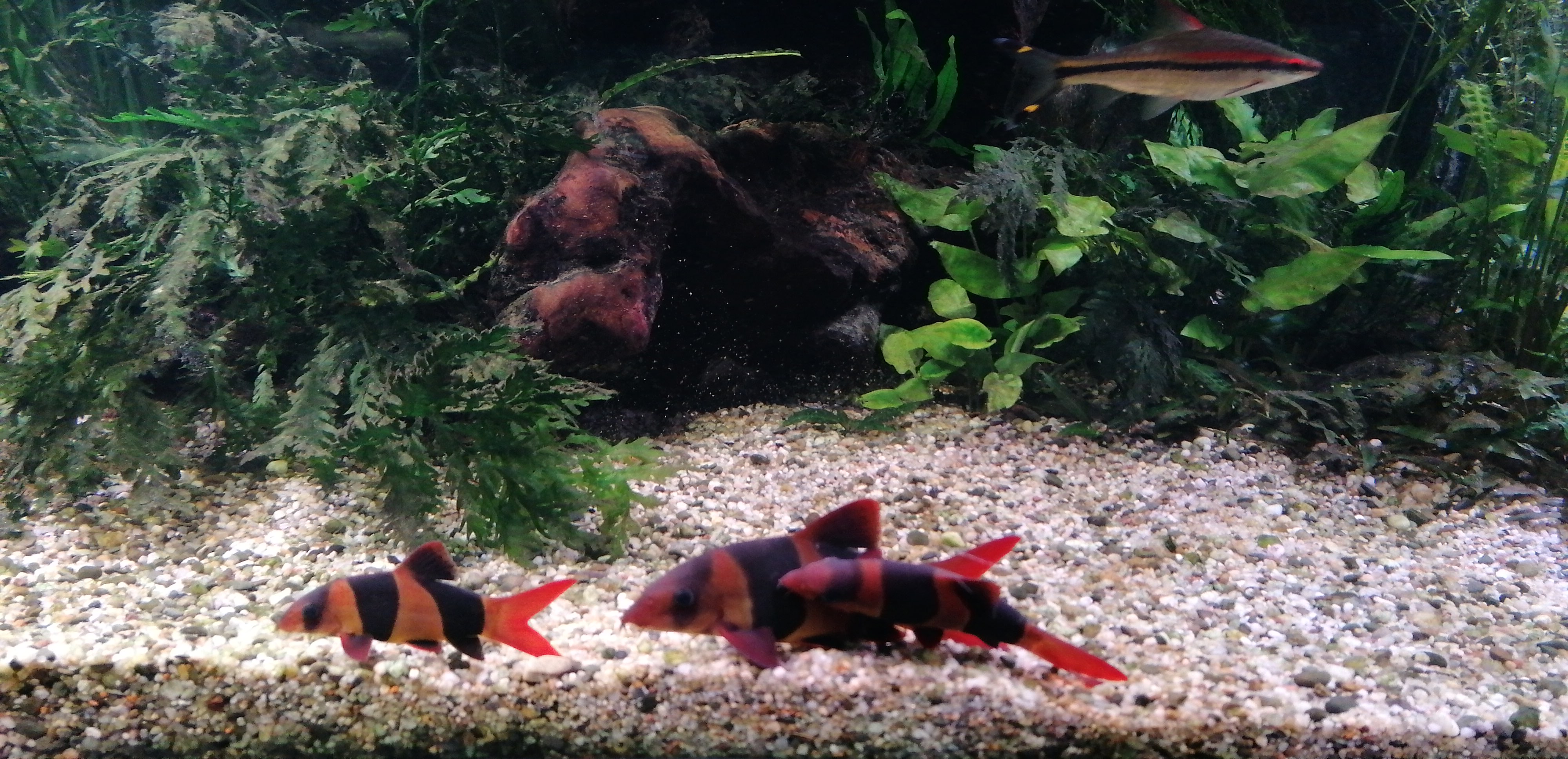
Loches-clowns en aquarium.
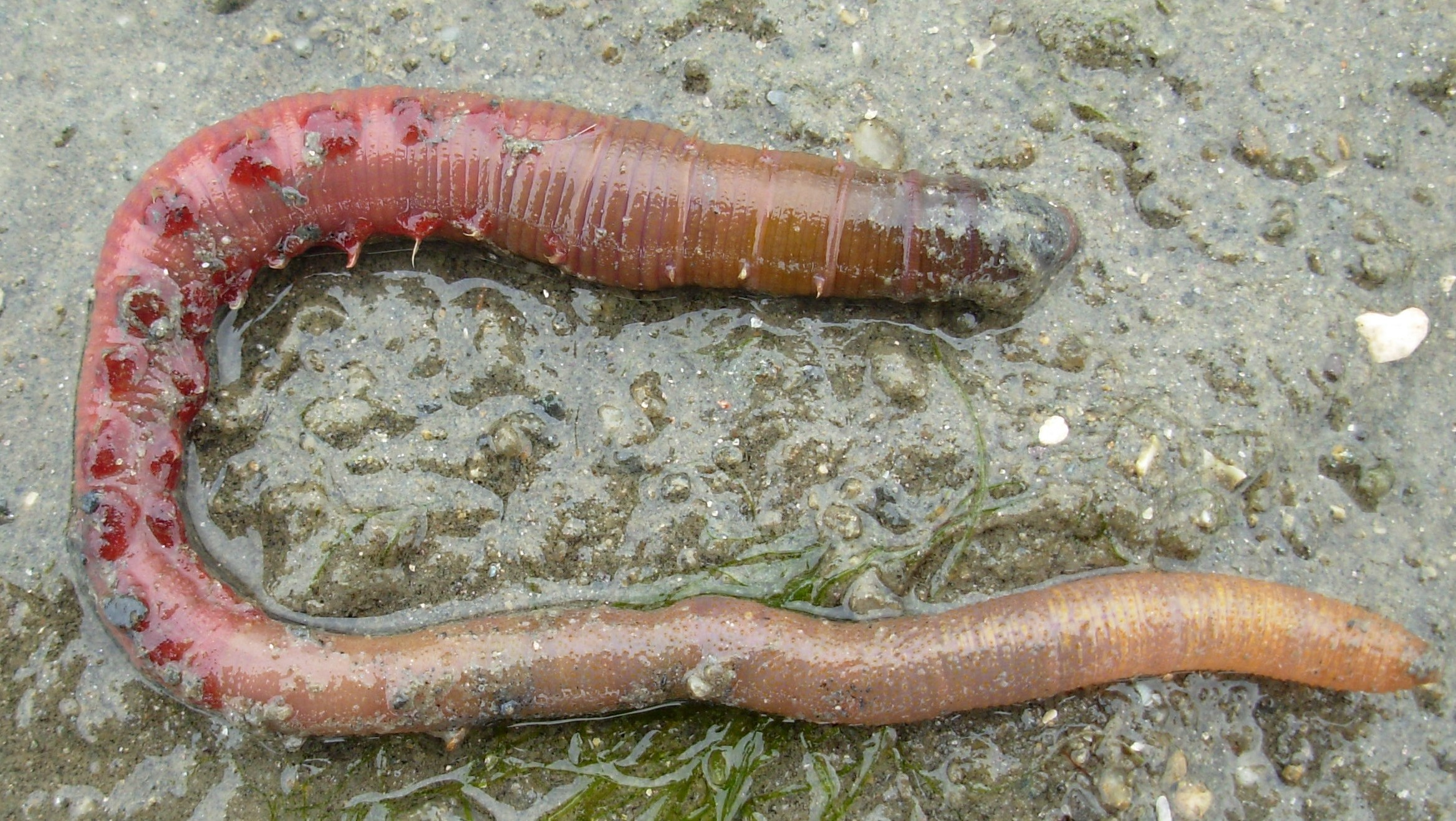
Arénicole.
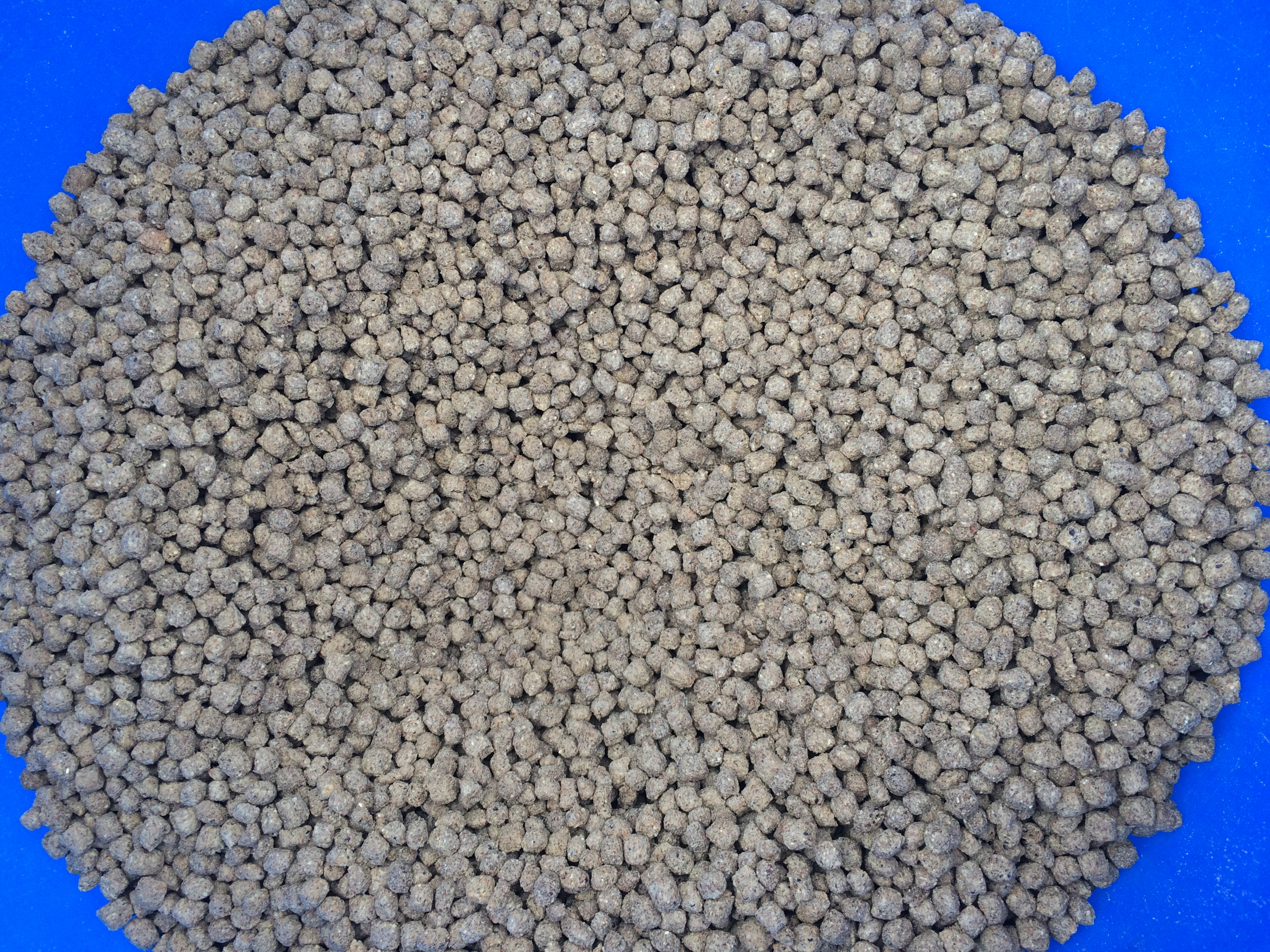
Nourriture pour poisson en granules.